# Соляний промисел Мак-Леод
Соляний промисел Мак-Леод — виробничий майданчик на заході Австралії, який відправив першу партію продукції у 1969 році.
На відміну від інших соляних промислів північно-західної Австралії, технологічний процес яких передбачає випаровування морської води (наприклад, Шарк-Бей, Онслоу, Дампір, Порт-Гедленд), у випадку Мак-Леод використовують ресурси однойменного озера (останнє не мало поверхневого зв'язку з океаном, проте під час соленакопичення отримувало морську воду за рахунок просочування). Солоність Мак-Леод приблизно вдесятеро вища за показник морської води, що усуває необхідність в ставках випаровування. В південній частині озера у соляному шарі вирубані багатокілометрові канави, зібрана з яких ропа надходить одразу до ставків кристалізації (станом на середину 2010-х існувало 33 такі ставки з середньою площею 23 гектари).
Зібрана та підготована товарна сіль транспортується автопоїздами на відстань 24 кілометри до відвантажувального комплексу на мисі Cape Cuvier. Причал сполучений з берегом естакадою завдовжки біля шести сотень метрів, а доставку до нього продукту з берегового сховища забезпечує конвеєр.
Окрім виробництва хлориду натрію, з 1997 по 2008 рік в центральній частині острова вели видобуток гіпсу (сульфату кальцію). Для його вилучення використовувалась екскаваторна та автомобільна техніка, а тому ця діяльність була можливою лише в посушливий період, коли в Мак-Леод відсутня вода (біля 250 діб на рік).
Промисел створила компанія BHP через свою дочірню структуру Texada Salt Company. В 1978-му його викупила Dampier Salt, власниками якої були інший гірничодобувний гігант Rio Tinto (68,4 %) та японські Marubeni (21,5 %) і Sojitz (10,1 %). У 2024-му проєкт продали Leichhardt Industrials Group.
На початку 1990-х потужність промислу довели до 1,5 млн тонн солі на рік, а в подальшому збільшили її до 2,9 млн тонн. Що стосується гіпсу, то на момент запуску цього напряму в 1997-му потужність копальні анонсувалась як 1,5 млн тонн на рік. Втім, у випущеному в 2024 році повідомленні про продаж потужність промислу вказувалась як 1,5 млн тонн хлориду натрію та 1 млн тонн гіпсу на рік.
Злиті з ставків кристалізації залишки ропи містять великі обсяги інших солей (сам момент зливу підбирають так, щоб не допустити їх осадження услід за хлоридом натрію), зокрема, у розчині є 9—12 грамів калію на літр. Існують плани використання цих залишків для продукування калійного добрива — сульфату калію — в обсягах до 80 тисяч тонн на рік. Зокрема, в 2024-му ділянку поряд з соляним промислом Мак-Леод отримала компанія Reward Minerals, яка того ж року придбала обладнання збанкрутілого проекту Beyondie, що мав виробляти сульфат калію у глибині австралійської пустелі (втім, Reward Minerals має й інші сульфатно-калійні проекти, так що підсумкове призначення викупленого обладнання на той момент було невідоме).